# ついなちゃん
ついなちゃんとは、2011年（平成21年）に2ちゃんねるにおいて日本鬼子のライバルとして生み出された文化研究萌えキャラクター。および、それをモデルとして作成されたVOICEROID・Synthesizer V Std/AI用ライブラリデータの名称でもある。ただし、2019年（令和元年）12月以降は「日本鬼子ぷろじぇくと」とは無関係のキャラクターとなっている。原作者は漫画家・イラストレーターの大辺璃紗季。原作者により『鬼っ子ハンターついなちゃん』（おにっこハンターついなちゃん）としてボイスドラマなど独自の展開も行われている。声は門脇舞以。
また、奈良県御所市にある本山修験宗の寺院「吉祥草寺」などの公認キャラクターでもあり、役小角の末裔として実際に信仰対象である菩薩（神）として祀られている。

## 概要
2010年（平成20年）11月1日に萌えキャラとしての「日本鬼子」が誕生すると、それに付随する派生キャラクターも多数生み出された。その流れの中で、大辺璃紗季が以前から考えていたキャラクターを元として、日本鬼子に対抗する「鬼を退治する」存在として2011年（平成21年）にインターネット掲示板にて生み出された。同年2月3日にはpixivで設定画が発表された。ただし、2019年（令和元年）11月をもって原作者の大辺璃紗季が「日本鬼子ぷろじぇくと」を離れ、日本鬼子に関係する設定は抹消された。これに先立つ同年9月、ついなちゃんプロジェクトの運営会社として「合同会社如月庵」が設立されている。
ついなちゃんは飛鳥時代から続く古式の節分の儀式である「追儺式」のイメージキャラクターとして考え出されており、同儀式に登場する「方相氏」をモチーフとしている。「方相氏」「追儺式」「節分」「豆まき」「鬼遣らい」をキャラクター化した存在であり、同キャラの特徴である額の四つ目の赤い方相面や技、武器や服装などに反映されている。
ついなちゃんの二次創作は、基本的には原作者への申告無く自由に行うことが可能だが、クリエイター支援サイト「ファンティア」に登録の上ついなちゃんへの支援（無料プラン含む）を行えば正式な二次創作の権利を得られる。
また、原作者により『鬼っ子ハンターついなちゃん』として文化研究やボイスドラマなど独自の展開が行われており、各地の寺社や企業などのコラボレーションも実施されている。2019年（令和元年）11月1日にはAH-Softwareの読み上げ用音声合成ソフトVOICEROIDとして発売された。なお同VOICEROIDを利用した作品や二次創作物の配布については、他のVOICEROIDと同様に同社の規定が適用される。
2017年（平成29年）1月17日には、本山修験宗の寺院「吉祥草寺」において、同じく役小角の末裔という設定である奈良県で活動するご当地キャラクター・役小角奈とともに公認され、本堂に特大アクリルスタンドが設置された。さらに同年11月12日には本山修験宗総本山の聖護院門跡から山伏を招き入魂の儀が行われ、不動明王のもとで修業する菩薩（神）という扱いになり、信仰対象として祀られることになった。世界的にも珍しい、神仏として信仰されている萌えキャラクターとなっている。
2020年12月に行ったクラウドファンディングでSynthesizer Vによる歌唱音源の制作が決定され、2021年11月26日に発売された。2024年9月30日にはVOCALOID6による新音源が発売された。

## キャラクター設定
鬼を退治する役目を担う14歳の少女。圧柿中学2年生で、新聞部所属。2月3日生まれ。父方の祖先は初代役行者の役小角、母方の祖先は鬼一法眼。本名は如月ついな（きさらぎついな）だが、通称として役ついな（えんのついな、役追儺）を名乗る。方相氏として修業をしながら鬼退治の仕事をしているほか、吉祥草寺や紅冨台寺では本尊の不動明王のもとで菩薩として修業している。
額に黄金四つ目の赤い方相面「ディクソン」を着け、矛と盾を持ち、高下駄を履く。髪は特徴的にロールしたツインドリル。身長139cmの痩せぎす体型。アルビノであり、肌や髪は白い。方相面や方相氏の衣装・特徴的なツインドリルなど現代のファッションとは全く違った服装を身に纏っている為に非常に目立つ。基本は祖父の居る関西弁を話すが、生まれは関東なので時々混ざる。好きな食べ物は鬼のナマギモと豆。
方相面
方相氏が身につける、黄金四つ目の面。ついなちゃんの面は「ディクソン」というあだ名がある。無口であまりしゃべらない。
矛・盾
鬼を退治する為の三叉の矛と盾。矛には実際に方相氏が矛に付ける飾りがついている。盾は小ぶりな木製の手盾。「ONI IS OUT！」と書かれている。
巨大巻物
かつて、牛若丸が鬼一法眼から盗み出した「六韜」の一部の「虎韜」。いわゆる「虎の巻」。
衣装
現在に残る追儺式に登場する方相氏と同じように、梔子色を基調とした上着。

### 技
方相閃・魔滅（ほうそうせん・まめ）
拡散バルカン型方相ビーム。方相面の四つ目から圧縮された霊力が金色の光となってまき散らされる。この金色の光は破魔の力をもち、雑魚の小鬼程度なら穴だらけにされてしまう霊威をもっている。
方相閃・雷（ほうそうせん・いかづち）
レーザー型方相ビーム。方相面の四つ目から、4つの雷光がほとばしり、鬼を撃つ。非常に強力な技。
方相閃・斬（ほうそうせん･ざん）
金色の輝きが矛を包み如何なる悪をも貫く破魔の刃となる。ただし霊力だだ漏れ状態で矛の先端はまるでレーザーブレードのようにシューシューと霊力が噴出している状態である為、金色の刃は30秒しか維持できない。
その他、場面に応じた特殊能力を発動するが、本人は未だ修行中の身なので、上手に発動できない技も多い。術のコントロールはディクソンによってサポートされている。

### 家族・関連キャラクター
如月宝庵（きさらぎ ほうあん）
ついなちゃんの祖父。現役住職にして天才科学者。発明好きで様々開発するが、役に立たなかったり騒動の原因になる。
前鬼・後鬼
声 - 芹澤藍夢（前鬼）、七海映子（後鬼）
ついなちゃんが従える夫婦の鬼。魂がぬいぐるみに乗り移っている。外見はぬいぐるみそのもので、丸い体をしている。前鬼は太い尻尾を持ち、額に「F」の字がある。後鬼は細長い尻尾で、額に「B」の文字がある。後鬼の人間態は美人でナイスバディな女教師風の姿をしており、戦闘時は山伏風の格好になる。
モチーフは昔役行者が従えた前鬼と後鬼。ついなちゃん同様、吉祥草寺で祀られている。
役小角奈
奈良県葛城市・御所市を中心に活動する役小角の美少女化ご当地キャラクター。ついなちゃんと同じく吉祥草寺の公認萌えキャラクターであり、菩薩として祀られている。
役小角直系の子孫である修験者（山伏）で、ついなちゃんと年の近い親戚（いとこ）。役行者生誕所吉祥草寺公認63代目役行者。ついなちゃんと同様に前鬼・後鬼を従えているが、ついなちゃんのようなぬいぐるみでは無く一般的な人の姿をした鬼である。
圧柿中学新聞部（あつがきちゅうがくしんぶんぶ）
高遠咲（たかとお さき）
声 - しののめ。
ついなちゃんの後輩の中学1年生。性格は内向的で引っ込み思案、趣味は読書という典型的な文学少女で、新聞部に所属している。小太郎に想いを寄せている。殺生石の力を体内に秘めているらしい。
小林小太郎（こばやし こたろう）
声 - 葵木奏向
ついなちゃんの後輩の中学1年生。圧柿市長の息子で新聞部の部長を務めており、生意気盛りな少年。咲からの好意には気付いておらず、むしろついなちゃんに内心では心惹かれている。謎の鬼に襲われ行方不明となった兄を探している。背が低いのがコンプレックス。
狐面党（こめんとう）
九尾の狐復活を目論む悪の秘密結社。
八蜂鞠ククリ（やちまり くくり）
声 - 茉嶋とーか
本名は八蜂鞠縊狸。『狐面党』三幹部の一人でリーダー格。表の顔は怪しげな古道具屋。薙刀に化けたキツネの使い魔「キツネノエフデ」を用いてトリッキーな戦法で戦う。
涙目コロン（なみだめ ころん）
声 - 薮兎美波
本名は涙目狐崙。『狐面党』三幹部の一人。狐面党大教主の孫娘で、ワガママお嬢様。強大な妖力をその身に秘めるが、力加減が下手。狐型のミトンを用いて戦う。
谷崎カリン（たにざき かりん）
声 - 茅本涼花
『狐面党』三幹部の一人で技術開発担当。普段はゆるキャラ「タニコロくん」の着ぐるみを着て活動しているが、実際はマッドサイエンティスト。しかし三幹部の中で唯一の常識人のため、気苦労が絶えない。その正体は咲の生き別れの姉「高遠空（たかとお そら）」ではないかとされているが、真相は不明。
スノーフレーク
ボイスドラマ1期生によるユニット。
風花ゆき（かざはな ゆき）
声 - しほん
ついなちゃんのクラスメイトの中学2年生。ひょんなことから雪女の「ユキ」と出会い、彼女の力を行使できるようになった。容姿端麗、成績優秀、運動神経抜群でありながら、兄・颯月（さつき）のことになるとキャラ崩壊するほどの極度のブラコン。
安倍広葉（あべ ひろは）
声 - 樋口陽子
ついなちゃんの後輩の中学1年生で、小太郎の友人。陰陽師見習いであり、式神であるウーパールーパーの「うー太郎」を従えている。夢は凄い陰陽師になって人間と妖が仲良く暮らせる平和な世界にすること。
鈴乃（すずの）
声 - 古俣麻弥
元々は樹齢300年のすずの木で、枯れかけていた所をついなちゃんのダダ漏れ霊力により復活。恩義に報いるため人の姿を取ってついなちゃんを探している。
蓮鬼ねむ（はすき ねむ）
声 - 佐伯伊織
白髪に赤の毛先、白黒の色違いの角、黒・赤・金を基調とした服装が特徴の鬼。外では元気で明るく振る舞うが（頼まれればメスガキにもなる）、家に帰るとその日あったことを思い出しては一人落ち込んだりする性格。ついなちゃんにナマギモを狙われているらしい。
夢酔じょうこ（むすい じょうこ）
声 - 久保田未夢
ねむの御付きのメイド姿の鬼で、彼女が心を許す数少ない親友。普段は優しくお淑やかな性格だが、実は酒呑みで愛煙家であり、酒が入ると人格が豹変する。ついなちゃんのことがとても気になっているらしい。
以上2名は元々はコエステ株式会社の企画で作られた音声合成プラットフォーム『コエステーション』の個人向け音声合成ソフト「CoeAvatar」のキャラクターであったが、2023年にコエステがエーアイに吸収合併されたことに伴い、版権が如月庵に移管された。

### かつての関連キャラクター
2019年（令和元年）11月以降は公式的には無関係となっている。それ以前の作品（ボイスドラマでは35話まで）に適用される設定。
日本鬼子
「日本鬼子ぷろじぇくと」のメインキャラクター。
ついなちゃん最大のライバル。方相氏として退治しなければならない鬼だが、連戦連敗を重ねている。
清水みぽん
静岡もえしょくプロジェクト出身の三保の松原の擬人化ご当地キャラクター。
日本鬼子、ついなちゃんとともに萌えキャラアイドルユニット「おにっぽん」を結成している。

## 作品

### ボイスドラマ
2016年（平成28年）8月より、コミックとらのあなのクラウドファンディングサービス「ファンティア」を主要情報や各種サービスの配信サイトとして使用しており、中でもメインコンテンツとしてボイスドラマ『鬼っ子ハンターついなちゃん』を毎月1回のペースで配信している。ボイスドラマ配信の間に、門脇とゲスト声優、及び脚本担当らの解説トークコーナー「ドゥルルのコーナー」が挿入される。なお、同ボイスドラマはオトバンクの「audiobook.jp」などでも配信されているほか、各種イベントや金長神社などでCDとして配布されたり、和歌山県のラジオFM局「FMはしもと」にてラジオ放送されたこともある。
ボイスドラマでは日本各地の「ご当地萌えキャラクター」と共演も行っている。ファンティアの高額支援会員を収録見学に招待し、ゲスト出演を依頼することもあるほか、オリジナルキャラの声優の公募（公開オーディション）を行うこともある。各話は概ね前編と後編に分けて配信されるが、ここでは省略する。基本的に前半は無料、後半は有料となる。
主題歌「EDGE」（第29話 -）
歌 - ANIME GIRL
| #  | タイトル                                                                            | 脚本             | サウンドディレクター | ゲストキャラ | 備考                                                                            |
| -- | ----------------------------------------------------------------------------------- | ---------------- | -------------------- | --- | ------------------------------------------------------------------------------- |
| 1  | ついなちゃん登場の巻                                                                | 大辺璃紗季       | etonenote            | - | -                                                                               |
| 2  | ついなちゃん、忌わしの祠の封印を解き、妖魔の姫、千年の眠りより復活するの巻 前編の巻 | 大辺璃紗季       | 飯田一之             | - | -                                                                               |
| 3  | ついなちゃん、忌わしの祠の封印を解き、妖魔の姫、千年の眠りより復活するの巻 後編の巻 | 大辺璃紗季       | 飯田一之             | 役小角奈（声 - 神有月栞） | 奈良県の「N.O.A.A.」所属のご当地萌えキャラクター                                |
| 4  | 方相氏はつらいよの巻                                                                | 大辺璃紗季       | 飯田一之             | - | -                                                                               |
| 5  | 秋田県東由利の奇跡!の巻                                                             | 大辺璃紗季       | etonenote            | 黄桜すい（声 - 相葉ゆきこ） | 秋田県由利本荘市のご当地萌えキャラクター                                        |
| 6  | 節分の日は追儺式へっ♡の巻                                                           | 大辺璃紗季       | 飯田一之             | - | -                                                                               |
| 7  | ピンチ!! 封印された江ノ島ビームの巻                                                 | 大辺璃紗季       | Onzo                 | 江ノ島さんぽ（声 - 藤沢愛） | 神奈川県藤沢市のご当地萌えキャラクター                                          |
| 8  | ついな語り・呪いのカーナビ……!の巻                                                   | しゃもじ         | etonenote            | - | -                                                                               |
| 9  | ジンギスカンの羊をめぐる冒険!!の巻                                                  | 大辺璃紗季       | etonenote            | セタわんこ（声 - 姫乃アズ） | 北海道のご当地萌えキャラクター                                                  |
| 10 | 忍夜恋曲者! 滝夜叉姫昔語りの巻                                                      | 大辺璃紗季       | -                    | - | -                                                                               |
| 11 | 葛城まほろば☆トリガーハッピー!!の巻                                                 | 大辺璃紗季       | IyeLow（StudioHAZE） | スピカ・スカイユ少尉（声 - 飯田悠佳） 真田ちゆり（声 - 小原誉子） | 奈良県の「N.O.A.A.」所属のご当地萌えキャラクター                                |
| 12 | あをによし! 葛城あやかし☆ラストシューティング!!の巻                                 | 大辺璃紗季       | 櫻井慎吾             | スピカ・スカイユ少尉（声 - 飯田悠佳） 真田ちゆり（声 - 小原誉子） 御山あい（声 - 大村彩） S・ブラッドストーン（声 - 森嵜美穂）                                                                                              | 奈良県の「N.O.A.A.」所属のご当地萌えキャラクター                                |
| 13 | ついなちゃんのすいーとささやき添い寝ボイス♡の巻                                     | 大辺璃紗季       | camus24              | ほやこおねえさん（声 - 鈴井里沙） | 岩手県宮古市のご当地萌えキャラクター                                            |
| 14 | ついなちゃんとほやこおねえさんの♡ほや腕繁盛記!!の巻                                 | 大辺璃紗季       | 眠るねこ             | ほやこおねえさん（声 - 鈴井里沙） 黄桜すい（声 - 相葉ゆきこ） | 岩手県宮古市のご当地萌えキャラクター 秋田県由利本荘市のご当地萌えキャラクター   |
| 15 | 番外編 お江戸でござる！♡ついなちゃんの落語「厄払い」!!の巻                          | 大辺璃紗季       | -                    | 中通りく（声 - 大倉有貴） 咲良咲つむぐ（声 - 大倉有貴） 浜通りおん（声 - 湯浅涼） | 福島県のご当地萌えキャラクター                                                  |
| 16 | キャロル 〜天使たちの聖夜〜 の巻                                                    | 大辺璃紗季       | etonenote            | 中通りく（声 - 大倉有貴） 咲良咲つむぐ（声 - 大倉有貴） 浜通りおん（声 - 湯浅涼） ふくちゃん（声 - 湯浅涼） 鬼女帝鬼子・キュートス（声 - 大倉有貴） スピカ・スカイユ少尉（声 - 飯田悠佳） 真田ちゆり（声 - 小原誉子）       | 福島県のご当地萌えキャラクター 奈良県の「N.O.A.A.」所属のご当地萌えキャラクター |
| 17 | ぺったんもめん! 大妖怪空中決戦!!の巻!                                               | 大辺璃紗季       | etonenote            | リフル・シャッフル王女（声 - 末次由布子） | 東京都世田谷区のご当地萌えキャラクター                                          |
| 18 | 進撃のダイダラボッチ! 反撃のリフルシャッフル!!の巻!                                 | 大辺璃紗季       | etonenote            | リフル・シャッフル王女（声 - 末次由布子） | 東京都世田谷区のご当地萌えキャラクター                                          |
| 19 | 魂鎮めの国のついなちゃん!!の巻!                                                     | 大辺璃紗季       | etonenote            | マウスマン（声 - ピエール伊東） | 神奈川県相模原市のアニメ制作スタジオ金魚色のキャラクター                        |
| 20 | マウスマンより愛をこめて!!の巻                                                      | 大辺璃紗季       | etonenote            | マウスマン（声 - ピエール伊東） ユリカちゃん（声 - おかもとさちえ） | 神奈川県相模原市のアニメ制作スタジオ金魚色のキャラクター                        |
| 21 | 奈良、再び!!の巻                                                                    | 大辺璃紗季       | etonenote            | スピカ・スカイユ少尉（声 - 飯田悠佳） 真田ちゆり（声 - 小原誉子） 御山あい（声 - 大村彩） S・ブラッドストーン（声 - 森嵜美穂）                                                                                              | 奈良県の「N.O.A.A.」所属のご当地萌えキャラクター                                |
| 22 | 金長神社を救え! 当世・阿波狸合戦!!の巻                                              | 大辺璃紗季       | etonenote            | 金長狸（声 - 吉田紳） 鹿子姫（声 - 小泉靖子） 小鷹（声 - ROBIN） | 徳島県小松島市の金長神社を守る会のキャラクター                                  |
| 23 | Café du Katsuragi!!の巻                                                             | 小束弓月         | etonenote            | 役小角奈（声 - 飯田悠佳） | 奈良県の「N.O.A.A.」所属のご当地萌えキャラクター                                |
| 24 | COOL for THE CITY!!の巻・前編!                                                      | 大辺璃紗季       | etonenote            | - | -                                                                               |
| 25 | COOL for THE CITY!!の巻・後編!                                                      | 大辺璃紗季       | etonenote            | - | -                                                                               |
| 26 | 熊野ドキドキ女子旅! 妖蛇はどこじゃ?の巻                                             | はしづめさん     | etonenote            | 藤代すみれ（声 - 梅乃春日） 発心門もみじ（声 - 出目金子） 稲葉根かりん（声 - 月見里うさ子） 滝尻らん（声 - 鳳凰院カテリーナ） 切目なずな（声 - 若草みき） 清姫（声 - 若草みき） 矢田ミサキ（声 - ピエール・アボカド・ケン） | 和歌山の『熊野娘道譚』のご当地萌えキャラクター                                  |
| 27 | 燃えよついなちゃん・吉祥草寺の試練!!の巻                                            | 大辺璃紗季       | etonenote            | 吉祥草寺住職 | 奈良県御所市の吉祥草寺の住職（本人）                                            |
| 28 | 大吉上牧物語 番外編☆つくねサバイバル!!の巻                                          | 大辺璃紗季       | etonenote            | やぎつくね（声 - よしだあいり） スピカ・スカイユ少尉（声 - 飯田悠佳） 真田ちゆり（声 - 浅倉誉） | 奈良県の「N.O.A.A.」所属のご当地萌えキャラクター                                |
| 29 | ユキあらんことを── それは禁断の恋!?・雪女恋物語!の巻                                | 大辺璃紗季       | etonenote            | ユキ（声 - しほん） | 視聴者・西海ハシルによる投稿SSのオリジナルキャラクター                          |
| 30 | ついなちゃんラジオDJに挑戦す!の巻                                                   | しゃもじ         | etonenote            | ひのもと鬼子（声 - 大倉有貴） | 「日本鬼子ぷろじぇくと」のメインキャラクター                                    |
| 31 | 春の味覚で逢いましょうの巻                                                          | 橘美羽           | etonenote            | しの（声 - 畠山美和子） ふくふく（声 - 岩本紗依） | 橘美羽の漫画『妖交差点～料理屋おしのへようこそ～』のキャラクター                |
| 32 | バカンスは薔薇に抱かれの巻                                                          | 大佐（N.O.A.A.） | etonenote            | スピカ・スカイユ少尉（声 - いいだゆか） 真田ちゆり（声 - 岩本紗依） 鹿名時雨（声 - 岩本紗依） リンダ・ファーイ（声 - 小々原奈奈子） 山猫クロエ（声 - 樋口陽子）                                                             | 奈良県の「N.O.A.A.」所属のご当地萌えキャラクター                                |
| 33 | 四つ目と百目!! 大前神社で鬼やら〜い!の巻                                            | 大辺璃紗季       | etonenote            | 百目鬼（声 - 七海映子） | 栃木県真岡市の大前神社の大節分祭・追儺式に登場する鬼。                          |
| 34 | ついなちゃんと芳姫様♡ 令和・小山氏の乱!!の巻!                                       | 大辺璃紗季       | etonenote            | 小山芳姫（声 - 髙橋すみれ） | 栃木県小山市のご当地萌えキャラクター                                            |
| 35 | 番外編 ついな語訳・古事記物語!!の巻!                                                | 大辺璃紗季       | etonenote            | - | -                                                                               |
| 36 | 義理にゃ強いが情けにゃ弱い! 波音ちゃんとついなちゃんの清水三国志!!の巻!             | 大辺璃紗季       | etonenote            | 七海波音（ しょぼん波音（声 - しょぼん。） 豆波音（声 - 豆豆ひなた） 姫波音（声 - 姫野つばさ）） | 静岡県清水港のご当地萌えキャラクター・Vtuber                                    |
| 37 | 鬼退治でも桜は咲くら! 桜玖耶ちゃんとついなちゃんの静岡グルメ探訪記!!の巻!           | 大辺璃紗季       | etonenote            | 葵桜玖耶（声 - 葵桜玖耶） | 静岡県のご当地萌えキャラクター・Vtuber                                          |
| 38 | 方相は雨音の調べ の巻                                                               | 大辺璃紗季       | etonenote            | 汐里（声 - 真希那稜） | 視聴者・笹五月雨による投稿SSのオリジナルキャラクター                            |
| 39 | セタわんこ☆リターンズ!の巻                                                          | 大辺璃紗季       | etonenote            | セタわんこ（声 - 姫乃アズ） | 北海道のご当地萌えキャラクター                                                  |
| 40 | 特別編☆ついなちゃんのこしょこしょすいーと耳かきボイス♡の巻                          | ピエール伊東     | etonenote            | - | -                                                                               |

### ゲーム
ブレイブファンタジア
MSFのスマートフォン向けソーシャルゲーム『ブレイブファンタジア』において、2018年（平成30年）3月に「ひのもと鬼子ぷろじぇくと」と同ゲームのコラボレーション企画の一環として本キャラクターがゲーム内に登場するオリジナルストーリーのイベントが実施された。また栃木県足利市にある「和風Café ひなたや」との実店舗コラボ記念企画も行われた。
同イベントはついなちゃんのボイスロイド化決定を記念して、2019年（平成31年）3月にも再度実施された。それに合わせて「和café ひなたや」とのコラボも再度実施された。
2019年（令和元年）7月30日には5キャラ合同クロスオーバーコラボが実施。『鬼っ子ハンター ついなちゃん』のほか、『旅館 つるや隠宅』『究極!ニパ子ちゃん』『静岡市ご当地Vtuber 葵桜玖耶』『超アイドル伝説 大森杏子』の5作品が参戦するオリジナルストーリーのイベントが展開された。今回は「ひのもと鬼子ぷろじぇくと」ではなく単独での参戦であるため、日本鬼子は名前のみの登場。作中には奈良県御所市の「なら下駄屋」の商品である「にゃらげた」がアイテムとして登場した。
2019年（令和元年）11月1日にはVOICEROID化を記念するキャラクターの配布や、「和café ひなたや」とのコラボも再度実施されている。
清水港クエスト
静岡県静岡市清水区のご当地萌えキャラクター「七海波音」が制作し、2019年（平成31年）3月31日より配信されているWindows用ゲーム『清水港クエスト』に数々のご当地萌えキャラクターとともにプレイヤーキャラクターとして登場している。

### アニメ
不動明王小呪
奈良県吉祥草寺公式キャラクター「役小角奈」PRアニメ『不動明王小呪』に、小角奈とともについなちゃんが登場した。同アニメは2019年（令和元年）5月25日に東京駅の東京シティアイパフォーマンスゾーンで開催された、聖地会議が主催するイベント「第2回 アニメ聖地巡礼“本”即売会」で初上映された。YouTubeなどでも公開されている。アニメーション制作はkakera。小角奈は月見里うさ子、ついなちゃんは門脇舞以（特別出演）が演じた。
超普通都市カシワ伝説R
千葉テレビで放送されている、柏市公認の市民公益活動団体「できる街プロジェクト」製作の、柏市を舞台とするご当地アニメ「超普通シリーズ」のテレビアニメ第3期『超普通都市カシワ伝説R』に、ついなちゃんが登場した。ついなちゃんは2020年（令和2年）8月31日放送の第7話「遂に着いたで！ついなちゃん！！」に登場し、門脇舞以が演じた。この出演回はクラウドファンディングにより資金が集められ作成された。

## 文化研究および寺社との交流
ついなちゃんは、いわゆる「かわいい二次元アイドル」とは別に、文化人類学や民俗学研究のキャラクターとしても活動している。方法氏・追儺式を世に広めるため、2016年（平成28年）冬のコミックマーケットより「方相氏＆追儺式ガイドブック」を毎年発行しているほか、2019年（令和元年）6月より吉祥草寺・紅冨台寺公認の講として文化人類学・民俗学およびご当地キャラクター研究の講演「追儺講」が不定期に実施されている。

### 信仰
ついなちゃんは、以下の2寺で信仰対象として祭られている。
吉祥草寺
2017年（平成29年）1月17日には役行者生誕の寺とされる吉祥草寺にて正式に「役行者の子孫」と認定され、公認キャラクターとして、役小角奈と共にアクリルフィギュアが仏像という扱いで本堂に安置されている。同寺よりキャラクターのお守りや護符も授与されている。同年11月12日の柴燈大護摩大祭には小角奈に続いて本山修験宗総本山の聖護院門跡から山伏を招き入魂の儀が行われ、信仰対象として祀られることになった。
2018年（平成30年）10月21日には小角奈とついなの入魂一周年を記念する「小角奈祭」が行われ、小角奈と同様に御朱印も授与されるようになった。
紅冨台寺
静岡県駿東郡小山町須走にある本山修験宗の寺院「紅冨台寺」において、2019年（令和元年）5月19日に入魂・開眼式「前鬼後鬼帰還、開眼 ついなちゃん公認祈念護摩供」が行われ、ついなちゃんと前鬼・後鬼が菩薩として祭られることとなった。御朱印の授与も行われた。

### 寺社とのコラボレーション
金長神社
2018年（平成30年）5月25日、徳島県小松島市の金長神社における再開発事業の見直しを促す為に設立された「金長神社を守る会」を応援するためにコラボレーション企画としてCMを公表。
その後も署名活動などに協力しており、2019年（平成31年）より授与される限定御朱印には、金長神社を舞台とした『鬼っ子ハンターついなちゃん』のドラマCD「金長神社を救え! 当世・阿波狸合戦!!の巻 前編・後編」が付与された。
大前神社
栃木県真岡市の大前神社において、2019年（平成31年）の節分に御朱印が奉納される予定でクラウドファンディング企画が行われた。結果として大前神社および境内社の足尾山神社（バイク神社）の御朱印が作られ、2019年（平成31年）2月の1ヶ月間授与された。さらに翌2020年（令和2年）の節分には節分大祭・節分講社の公認萌えキャラクターとなっている。

## 商品展開
甘酒
正式名称「ついなちゃんの萌え甘酒」。東京都北区の王子稲荷神社で毎年大晦日から元日にかけて開催される「大晦日狐の行列」に合わせ、キャラクターのラベルを貼った甘酒が2017年（平成29年）除夜と共に販売された。大分県の麹の甘酒造り「有限会社ぶんご銘醸」製造。その後も毎年2回、夏と冬にラベルが変更され、下北沢や大崎のイベント等で販売されている。
プリントクッキー
2017年（平成29年）2月3日に、秋葉原の飲食店「タコスブレイズ」にて、本キャラクターと株式会社清洲のキャラクター「めっとこ」とのコラボクッキーが期間限定で配布された。翌年の節分にはさらに千葉県柏市の萌えキャラ喫茶「喫茶チズ」も加えた2店舗で同様のイベントが行われた。
トートバッグ
2018年（平成30年）2月に、下北沢にある縫製会社「リフルシャッフル」の作成した「演劇の街下北沢」お土産トートバッグが、公益財団法人世田谷区産業振興公社（世田谷区の産業振興事業部）公認の「世田谷みやげ2018」に選定された。
どら焼き
紅冨台寺での入魂・開眼式を記念して、神奈川県川崎市高津区の和菓子店「高晴堂」において、2019年（令和元年）5月より、どら焼きにディクソンの焼印が押された「ついなちゃんどら焼き（通称「ディクソン焼き」）」が発売されている。
プラモブロック
フィールドワンの組み立てブロック玩具『プラモブロック』のキャラクターラインナップの1つとして、『鬼っ子ハンターついなちゃん』が2019年（令和元年）7月28日のワンダーフェスティバル2019[夏]より発売された。
VOICEROID
2019年（令和元年）11月1日発売。声優・門脇舞以の声を元にしており、明るくかわいらしい声が特徴。関西弁と標準語の2種類のボイスが搭載されている。2019年1月21日より始めたクラウドファンディングで資金を集めて制作が決定した。発売に先んじて、クラウドファンディングの支援特典として10月17日に先行配布された。なお、同梱されているMMDモデルのデータに不備があり、公式サイトからダウンロードする対応がとられている。MMDモデル自体は以前から存在していたものである。また、これまでファン向けに公開されていたEXボイスや、ボイスドラマの第33話も同梱されている。
ぴた声
「ぴた声 ついなちゃん」2021年9月29日発売。1001種類のWaveファイルを収録した音声素材集。Synthesizer Vに付属するぴた声とは別の内容。
「ぴた声 咲ちゃん」「ぴた声 後鬼」2023年2月3日発売。それぞれ1033、1028種類の音声素材を収録。
「ぴた声 小林コタロー」2024年3月21日発売。1016種類の音声素材を収録。
Synthesizer V
2021年11月26日発売。2020年12月に行ったクラウドファンディングでSynthesizer Vによる歌唱音源の制作が決定した。Synthesizer V AI版も同時に制作され、ぴた声による300種類以上に及ぶ追加音声素材も収録されている。
VOICEVOX
2022年9月30日には後鬼のVOICEVOXによるテキスト読み上げ音源がリリースされた。人間ver、ぬいぐるみver、人間（怒り）ver、鬼verの4種類の音源が存在する。両音源に対するソング機能は2024年3月23日に実装された。
A.I.VOICE
2022年11月18日には高遠咲のA.I.VOICEによるテキスト読み上げ音源が「A.I.VOICE 咲ちゃん」の製品名でリリースされた。2024年7月19日にはコエステから版権を移管した蓮鬼ねむのA.I.VOICE2音源が発売された。
MYCOEIROINK
2022年12月12日には八蜂鞠ククリのMYCOEIROINKが配布開始された。2023年1月29日には涙目コロン、同年5月15日には谷崎カリンの音源が配布開始された。
Seiren Voice
2023年3月1日には高遠咲のSeiren Voiceによるボイスチェンジャーが「Seiren Voice 咲ちゃん」の製品名でリリースされた。
SHAREVOX
2023年8月31日、風花ゆき、安倍広葉、鈴乃のSHAREVOX音源が実装された。
VOCALOID
2024年9月30日にはVOCALOID6版が発売。Synthesizer V版がAHSからの販売だったのに対し、こちらの販売元はインターネットとなっている。

## その他
妖怪卸河岸（ようかいおろしがし）
妖怪・人外・鬼・物の怪等に関する研究発表、及び同人誌・グッズ等の展示や頒布を行う場として年に2回（春・秋）開催されているイベント。本キャラクターが鬼や妖怪を退治する事と関連して毎回メインビジュアルを担当している。
さぶらいぶぺが
奈良県北葛城郡上牧町の街興しイベント「さぶらいぶぺが」（同町後援）に毎回参加している。
埼玉県赤十字血液センター
2017年（平成29年）6月、埼玉県赤十字血液センターの献血応援ポスターに、夢萌商店のキャラクター「幸魂童子」と共に本キャラクターが採用された。
マスコットアプリ文化祭2018
2018年（平成30年）10月から2019年（平成31年）2月に実施された、IT・開発系コミュニティ「プログラミング生放送」が主催するキャラクターコンテスト「マスコットアプリ文化祭2018」において、日本鬼子とともについなちゃんが登場した。日本鬼子は2年連続だが、ついなちゃんは2018年が初登場である。
オリ紙2019春
2019年（平成31年）4月、ほーほけ協会主催の特殊詐欺被害防止・啓蒙企画「オリ紙2019春」に参加し、オリジナルのオリ紙も作られた。
MMD杯ZERO2・MMD杯ZERO3
2019年（令和元年）9月から10月に実施された、ビームマンPの主催するMikuMikuDance（MMD）動画コンテスト「MMD杯ZERO2」のゲスト審査員を担当した。なお、ついなちゃんのMMDモデル自体は以前から存在している。翌2020年12月より実施される「MMD杯ZERO3」でも引き続きゲスト審査員を担当している他、担当声優の門脇舞以もゲスト審査員を担当した。